# 科阿尼亚
科阿尼亚，是西班牙阿斯图里亚斯的一个市镇。总面积66平方公里，总人口3651人（2001年），人口密度55人/平方公里。